# Belonuchus ephippiatus

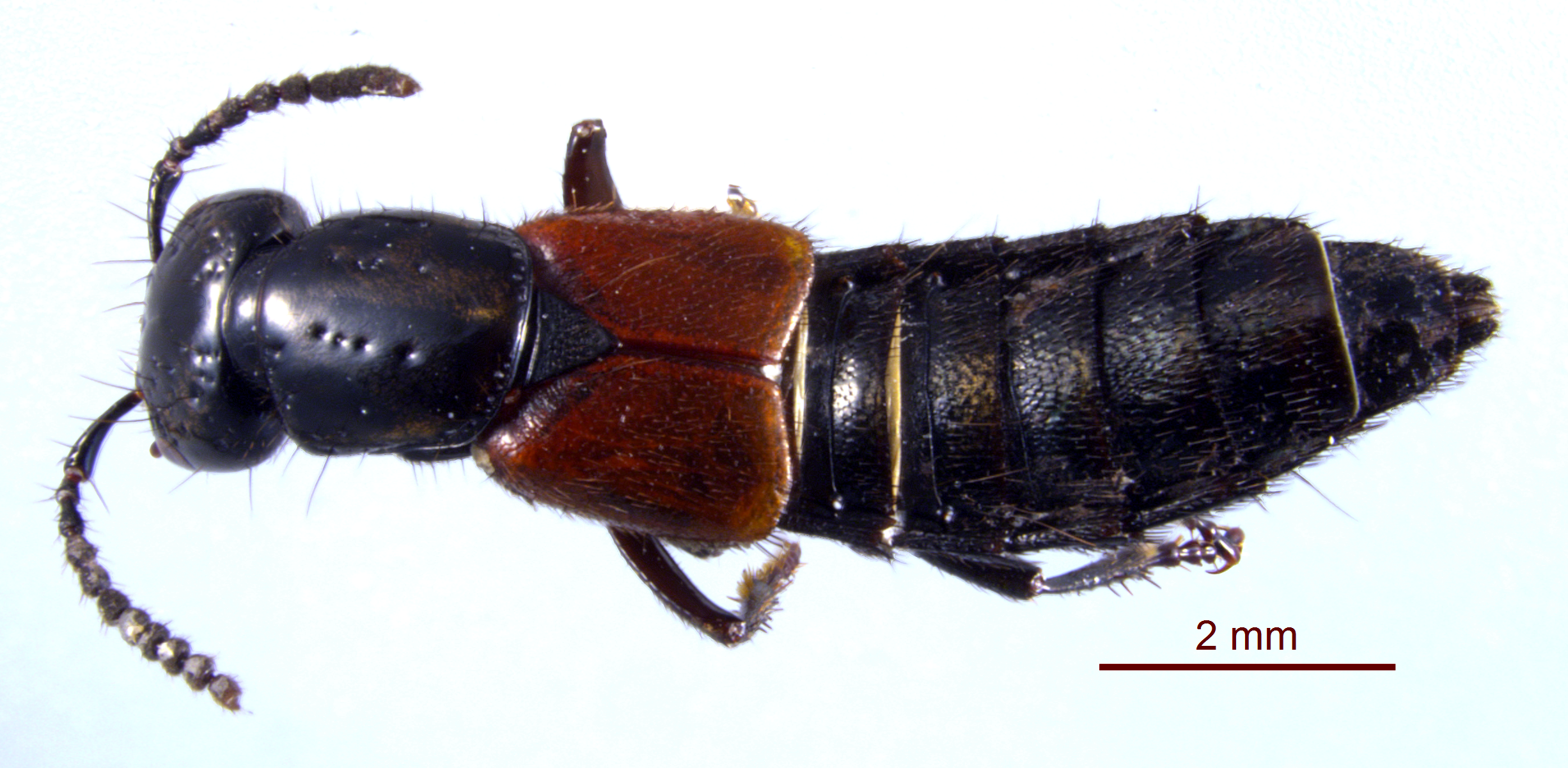
Belonuchus ephippiatus

Belonuchus ephippiatus är en skalbaggsart som beskrevs av Thomas Say 1834. Belonuchus ephippiatus ingår i släktet Belonuchus och familjen kortvingar. Inga underarter finns listade i Catalogue of Life.